# Schottenring
Le Schottenring est un circuit de sports mécaniques situé à côté de la ville de Schotten, en Allemagne. C'était un circuit sur route long de 16,080 km qui reliait les communes de Schotten, Götzen et Rudingshain.

## Histoire
Le circuit est l'un des tout premiers en Allemagne.
Il a accueilli en 1953 le Grand Prix moto d'Allemagne, à la suite d'un désaccord entre la fédération allemande et le gérant des circuits du Nurburgring et de Solitude. Néanmoins, il a été jugé trop dangereux pour accueillir l'événement et seulement les petites cylindrées peuvent disputer l'épreuve. Finalement, une course non officielle a eu lieu, en l'absence de certaines équipes.
Il a également accueilli quelques courses auto.
Après le tragique accident lors des 24 Heures du Mans 1955, le circuit n'accueille plus de courses, mis à part quelques courses historiques depuis 1989 sur un circuit de développement bien plus faible.

## Palmarès
| Édition                                                  | Date              | Catégorie                      | Vainqueur                                |
| -------------------------------------------------------- | ----------------- | ------------------------------ | ---------------------------------------- |
| 1.                                                       | 12 septembre 1925 | 175 cm3                        | Carl Schott (DKW)                        |
| 1.                                                       | 12 septembre 1925 | 500 cm3                        | Ludwig Krämer (Horex)                    |
|                                                          |                   |                                |                                          |
| 2.                                                       | 12 juillet 1926   | 175 cm3                        | Carl Raufenbarth (DKW)                   |
| 2.                                                       | 12 juillet 1926   | 250 cm3                        | Hans Reinheimer                          |
| 2.                                                       | 12 juillet 1926   | 350 cm3                        | Eduard Kratz (Ardie)                     |
| 2.                                                       | 12 juillet 1926   | 500 cm3                        | Georg May (Güldner)                      |
| 2.                                                       | 12 juillet 1926   | Side-car                       | Hans Kahrmann                            |
|                                                          |                   |                                |                                          |
| 3.                                                       | 29 mai 1927       | 175 cm3                        | Arthur Geiss (DKW)                       |
| 3.                                                       | 29 mai 1927       | 500 cm3                        | Eduard Kratz (Ardie)                     |
| 3.                                                       | 29 mai 1927       | 1000 cm3                       | Ludwig Krämer (Horex)                    |
|                                                          |                   |                                |                                          |
| 4.                                                       | 3 juin 1928       | 175 cm3                        | Frank                                    |
| 4.                                                       | 3 juin 1928       | 250 cm3                        | Karl Frentzen (UT-JAP)                   |
| 4.                                                       | 3 juin 1928       | 350 cm3                        | Hermann Paul Müller (Grindlay-Peerless)  |
| 4.                                                       | 3 juin 1928       | 500 cm3                        | Hopp                                     |
| 4.                                                       | 3 juin 1928       | Side-car (600 cm3)             | Hans Kahrmann (TAS)                      |
| 4.                                                       | 3 juin 1928       | Side-car (supérieur à 600 cm3) | Wohlfahrt                                |
|                                                          |                   |                                |                                          |
| 5.                                                       | 15 juin 1929      | 175 cm3                        | Walfried Winkler (DKW)                   |
| 5.                                                       | 15 juin 1929      | 250 cm3                        | Arthur Geiss (DKW)                       |
| 5.                                                       | 15 juin 1929      | 350 cm3                        | Karl Gall (en) (Standard)                |
| 5.                                                       | 15 juin 1929      | 500 cm3                        | Karl Gall (en) (Standard)                |
| 5.                                                       | 15 juin 1929      | 1000 cm3                       | Josef Klein (Horex)                      |
|                                                          |                   |                                |                                          |
| 6.                                                       | 27 juillet 1930   | 250 cm3                        | Arthur Geiss (DKW)                       |
| 6.                                                       | 27 juillet 1930   | 350 cm3                        | Arthur Hiller (Montgomery-JAP)           |
| 6.                                                       | 27 juillet 1930   | 500 cm3                        | Toni Bauhofer (DKW)                      |
| 6.                                                       | 27 juillet 1930   | 1000 cm3                       | Josef Klein (Horex)                      |
| 6.                                                       | 27 juillet 1930   | Side-car (600 cm3)             | Hans Kahrmann (Horex)                    |
| 6.                                                       | 27 juillet 1930   | Side-car (1000 cm3)            | Paul Schneider (Hecker-JAP)              |
|                                                          |                   |                                |                                          |
| 7.                                                       | 19 juillet 1931   | 250 cm3                        | Hans Kahrmann (Imperia)                  |
| 7.                                                       | 19 juillet 1931   | 350 cm3                        | August Schminke (Hercules-JAP)           |
| 7.                                                       | 19 juillet 1931   | 500 cm3                        | Karl Frentzen (Ardie)                    |
| 7.                                                       | 19 juillet 1931   | 1000 cm3                       | Paul Weyres (Harley-Davidson)            |
| 7.                                                       | 19 juillet 1931   | Side-car                       | Hans Kahrmann                            |
|                                                          |                   |                                |                                          |
| 8.                                                       | 5 juin 1932       | 250 cm3                        | Walfried Winkler (DKW)                   |
| 8.                                                       | 5 juin 1932       | 350 cm3                        | Ernst Loof (Imperia-Python)              |
| 8.                                                       | 5 juin 1932       | 500 cm3                        | Tom Bullus (NSU)                         |
| 8.                                                       | 5 juin 1932       | 1000 cm3                       | Eduard Kratz (BMW)                       |
| 8.                                                       | 5 juin 1932       | Side-car (600 cm3)             | Hans Kahrmann (Horex)                    |
| 8.                                                       | 5 juin 1932       | Side-car (1000 cm3)            | Josef Möritz / Alban Böhm (Victoria)     |
|                                                          |                   |                                |                                          |
| 9.                                                       | 4 juin 1933       | 250 cm3                        | Friedel Schön (Bücker-JAP)               |
| 9.                                                       | 4 juin 1933       | 350 cm3                        | Hans Richnow (Rudge)                     |
| 9.                                                       | 4 juin 1933       | 500 cm3                        | Toni Bauhofer (DKW)                      |
| 9.                                                       | 4 juin 1933       | 1000 cm3                       | Paul Rüttchen (NSU)                      |
| 9.                                                       | 4 juin 1933       | Side-car (600 cm3)             | Albert Schneider (Velocette)             |
| 9.                                                       | 4 juin 1933       | Side-car (1000 cm3)            | Josef Möritz (Victoria)                  |
|                                                          |                   |                                |                                          |
| Pas de courses en 1934 et 1935.                          |                   |                                |                                          |
|                                                          |                   |                                |                                          |
| 10.                                                      | 19 juillet 1936   | 250 cm3                        | Arthur Geiss (DKW)                       |
| 10.                                                      | 19 juillet 1936   | 350 cm3                        | Heiner Fleischmann (NSU)                 |
| 10.                                                      | 19 juillet 1936   | 500 cm3                        | Oskar Steinbach (DKW)                    |
| 10.                                                      | 19 juillet 1936   | Side-car (600 cm3)             | Karl Braun / Ernst Badsching (DKW)       |
| 10.                                                      | 19 juillet 1936   | Side-car (1000 cm3)            | Hans Kahrmann / Heinrich Eder (DKW)      |
|                                                          |                   |                                |                                          |
| 11.                                                      | 19 september 1937 | 250 cm3                        | Lothar Berger (DKW)                      |
| 11.                                                      | 19 september 1937 | 350 cm3                        | Heiner Fleischmann (NSU)                 |
| 11.                                                      | 19 september 1937 | 500 cm3                        | Heiner Fleischmann (NSU)                 |
| 11.                                                      | 19 september 1937 | Side-car (600 cm3)             | Hermann Böhm / Karl Fuchs (NSU)          |
| 11.                                                      | 19 september 1937 | Side-car (1000 cm3)            | Erwin Zimmermann / Franz Höller (NSU)    |
| Pas de courses de 1938 à 1947 (Seconde Guerre mondiale). |                   |                                |                                          |
| 14.                                                      | 22 juin 1947      | 125 cm3                        | Carl Döring (DKW)                        |
| 14.                                                      | 22 juin 1947      | 250 cm3                        | Karl Lottes (DKW)                        |
| 14.                                                      | 22 juin 1947      | 350 cm3                        | Hein Thorn Prikker (Velocette)           |
| 14.                                                      | 22 juin 1947      | 500 cm3                        | Schorsch Meier (BMW)                     |
|                                                          |                   |                                |                                          |
| 15.                                                      | 15 août 1948      | 125 cm3                        | Willy Thorn (DKW)                        |
| 15.                                                      | 15 août 1948      | 250 cm3                        | Hermann Paul Müller (DKW)                |
| 15.                                                      | 15 août 1948      | 350 cm3                        | Wilhelm Herz (NSU)                       |
| 15.                                                      | 15 août 1948      | 500 cm3                        | Schorsch Meier (BMW)                     |
| 15.                                                      | 15 août 1948      | Side-car (600 cm3)             | Hermann Böhm / Bauer (NSU)               |
| 15.                                                      | 15 août 1948      | Side-car (1200 cm3)            | Max Klankermeier / Hermann Wolz (BMW)    |
|                                                          |                   |                                |                                          |
| 16.                                                      | 12 août 1949      | 125 cm3                        | Carl Döring (DKW)                        |
| 16.                                                      | 12 août 1949      | 250 cm3                        | Friedel Schön (Bücker-JAP)               |
| 16.                                                      | 12 août 1949      | 350 cm3                        | Wilhelm Herz (NSU)                       |
| 16.                                                      | 12 août 1949      | 500 cm3                        | Schorsch Meier (BMW)                     |
| 16.                                                      | 12 août 1949      | Side-car (600 cm3)             | Max Klankermeier / Hermann Wolz (BMW)    |
| 16.                                                      | 12 août 1949      | Side-car (1200 cm3)            | Sepp Müller / Karl Rührschneck (BMW)     |
|                                                          |                   |                                |                                          |
| 17.                                                      | 25 juin 1950      | 125 cm3                        | P.H. Ried (DKW)                          |
| 17.                                                      | 25 juin 1950      | 250 cm3                        | Karl Lottes (DKW)                        |
| 17.                                                      | 25 juin 1950      | 350 cm3                        | Heiner Fleischmann (NSU)                 |
| 17.                                                      | 25 juin 1950      | 500 cm3                        | Schorsch Meier (BMW)                     |
| 17.                                                      | 25 juin 1950      | Side-car (600 cm3)             | Max Klankermeier / Hermann Wolz (BMW)    |
| 17.                                                      | 25 juin 1950      | Side-car (1200 cm3)            | Wiggerl Kraus / Bernhard Huser (BMW)     |
|                                                          |                   |                                |                                          |
| 18.                                                      | 15 juillet 1951   | 125 cm3                        | Hermann Paul Müller (DKW)                |
| 18.                                                      | 15 juillet 1951   | 250 cm3                        | Hermann Gablenz (Parilla)                |
| 18.                                                      | 15 juillet 1951   | 350 cm3                        | Ken Kavanagh (Norton)                    |
| 18.                                                      | 15 juillet 1951   | 500 cm3                        | Schorsch Meier (BMW)                     |
| 18.                                                      | 15 juillet 1951   | Side-car (500 cm3)             | Wiggerl Kraus / Bernhard Huser (BMW)     |
| 18.                                                      | 15 juillet 1951   | Side-car (750 cm3)             | Hans Haldemann / Josef Albisser (Norton) |
|                                                          |                   |                                |                                          |
| 19.                                                      | 13 juillet 1952   | 125 cm3                        | Otto Daiker (NSU)                        |
| 19.                                                      | 13 juillet 1952   | 250 cm3                        | Enrico Lorenzetti (Moto Guzzi)           |
| 19.                                                      | 13 juillet 1952   | 350 cm3                        | Ray Amm (Norton)                         |
| 19.                                                      | 13 juillet 1952   | 500 cm3                        | Schorsch Meier (BMW)                     |
| 19.                                                      | 13 juillet 1952   | Side-car (500 cm3)             | Fritz Hillebrand / Georg Barth (BMW)     |
| 19.                                                      | 13 juillet 1952   | Side-car (750 cm3)             | Wiggerl Kraus / Bernhard Huser (BMW)     |
|                                                          |                   |                                |                                          |
| 20.                                                      | 19 juillet 1953   |                                |                                          |
| 20.                                                      | 19 juillet 1953   | 125 cm3                        | Carlo Ubbiali (MV Agusta)                |
| 20.                                                      | 19 juillet 1953   | 250 cm3                        | Werner Haas (NSU)                        |
| 20.                                                      | 19 juillet 1953   | 350 cm3                        | Carlo Bandirola (MV Agusta)              |
| 20.                                                      | 19 juillet 1953   | 500 cm3                        | Walter Zeller (BMW)                      |
|                                                          |                   |                                |                                          |
| 21.                                                      | 8 août 1954       | 125 cm3                        | Werner Haas (NSU)                        |
| 21.                                                      | 8 août 1954       | 250 cm3                        | Rupert Hollaus (NSU)                     |
| 21.                                                      | 8 août 1954       | 350 cm3                        | Hermann Paul Müller (NSU)                |
| 21.                                                      | 8 août 1954       | 500 cm3                        | Walter Zeller (BMW)                      |
| 21.                                                      | 8 août 1954       | Side-car (500 cm3)             | Willi Faust / Karl Remmert (BMW)         |
|                                                          |                   |                                |                                          |
| 22.                                                      | 10 juillet 1955   | 125 cm3                        | Horst Fügner (MZ)                        |
| 22.                                                      | 10 juillet 1955   | 250 cm3                        | Hermann Paul Müller (NSU)                |
| 22.                                                      | 10 juillet 1955   | 350 cm3                        | August Hobl (DKW)                        |
| 22.                                                      | 10 juillet 1955   | 500 cm3                        | Walter Zeller (BMW)                      |
| 22.                                                      | 10 juillet 1955   | Side-car (500 cm3)             | Willi Faust / Karl Remmert (BMW)         |